# Bogalinac
Bogalinac (en serbe cyrillique : Богалинац) est un village de Serbie situé dans la municipalité de Rekovac, district de Pomoravlje. Au recensement de 2011, il comptait 118 habitants.

## Démographie
| 1948 | 1953 | 1961 | 1971 | 1981 | 1991 | 2002 | 2011 |
| ---- | ---- | ---- | ---- | ---- | ---- | ---- | ---- |
| 679  | 629  | 520  | 426  | 331  | 255  | 163  | 118  |

|  |